# Ligne 1 du métro de Jaipur
La ligne 1 du métro de Jaipur (Pink Line)  est la première ligne de transport du réseau métropolitain de Jaipur. Elle est inaugurée le 3 juin 2015 par Vasundhara Raje, alors premier ministre du Rajasthan.

## Histoire
Le chantier de construction démarre le 24 février 2011 une fois que l'opérateur la Jaipur Metro Rail Corporation , pour la constitution du dossier technique, ait auparavant consulté l'opérateur du métro de Dehli la Dehli Metro Rail Corporation (DMRC). 

## Caractéristiques
La ligne, excepté la station terminus Chandpole, est édifiée sur un viaduc dans toute sa longueur avec la particularité sur un tronçon de deux kilomètres entre la station Ram Nagar et la station Railway station de surplomber un viaduc routier à double branche au milieu duquel le viaduc ferroviaire est intercalé.